# Ban Ki-moon

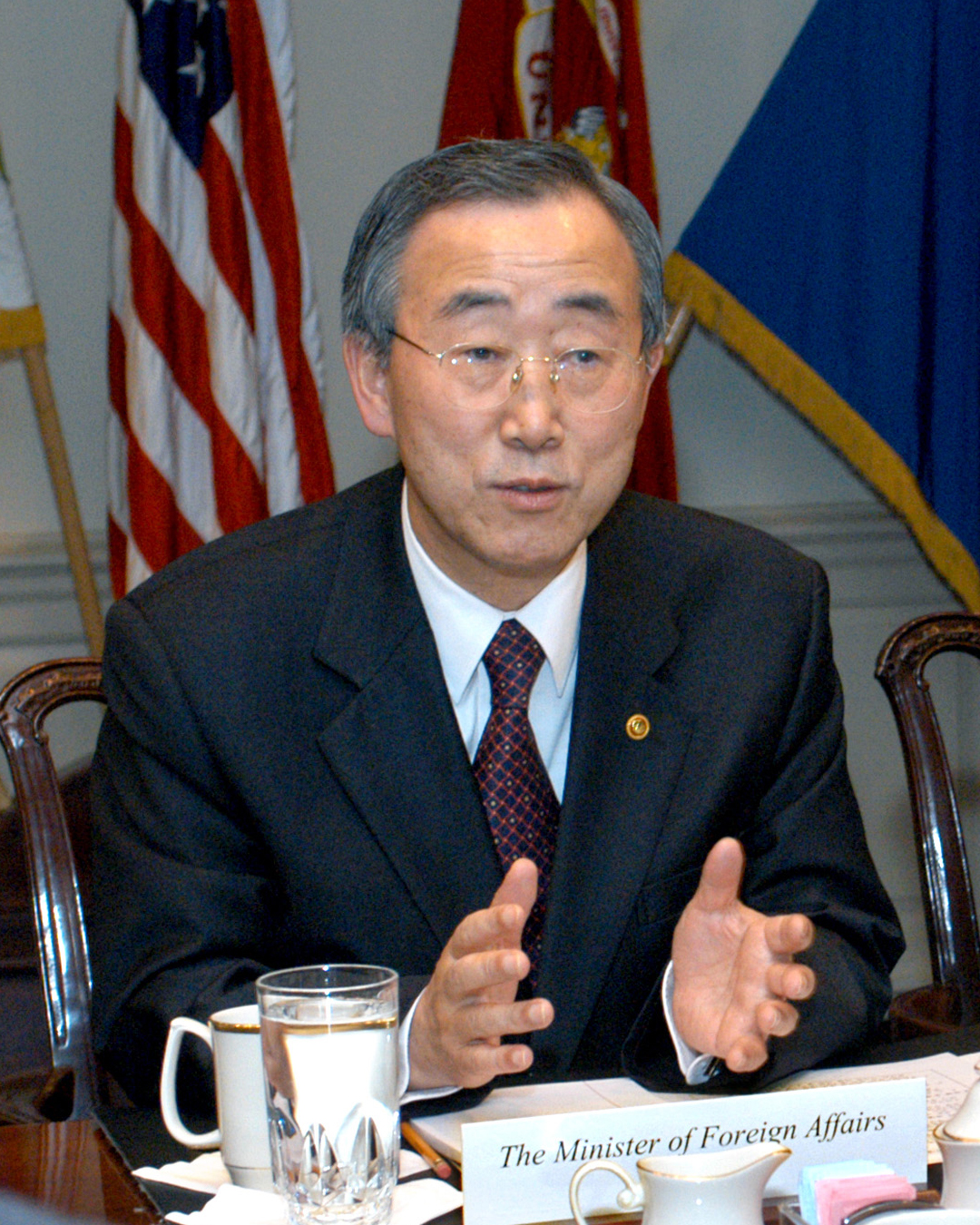
Ban Ki-moon

Ban Ki-moon (n. 13 iunie 1944 în Eumseong, Coreea) este un politician sud coreean. A fost Secretar General al Națiunilor Unite în perioada 2007-2016.
În perioada ianuarie 2004 - 1 noiembrie 2006 a fost ministru de externe al Coreei de Sud, iar la 13 octombrie 2006 Adunarea Generală a ONU l-a ales drept cel de-al 8-lea Secretar General. A depus jurământul de investitură la data de 14 decembrie 2006, începându-și activitatea la 1 ianuarie 2007.